# 戈斯通角

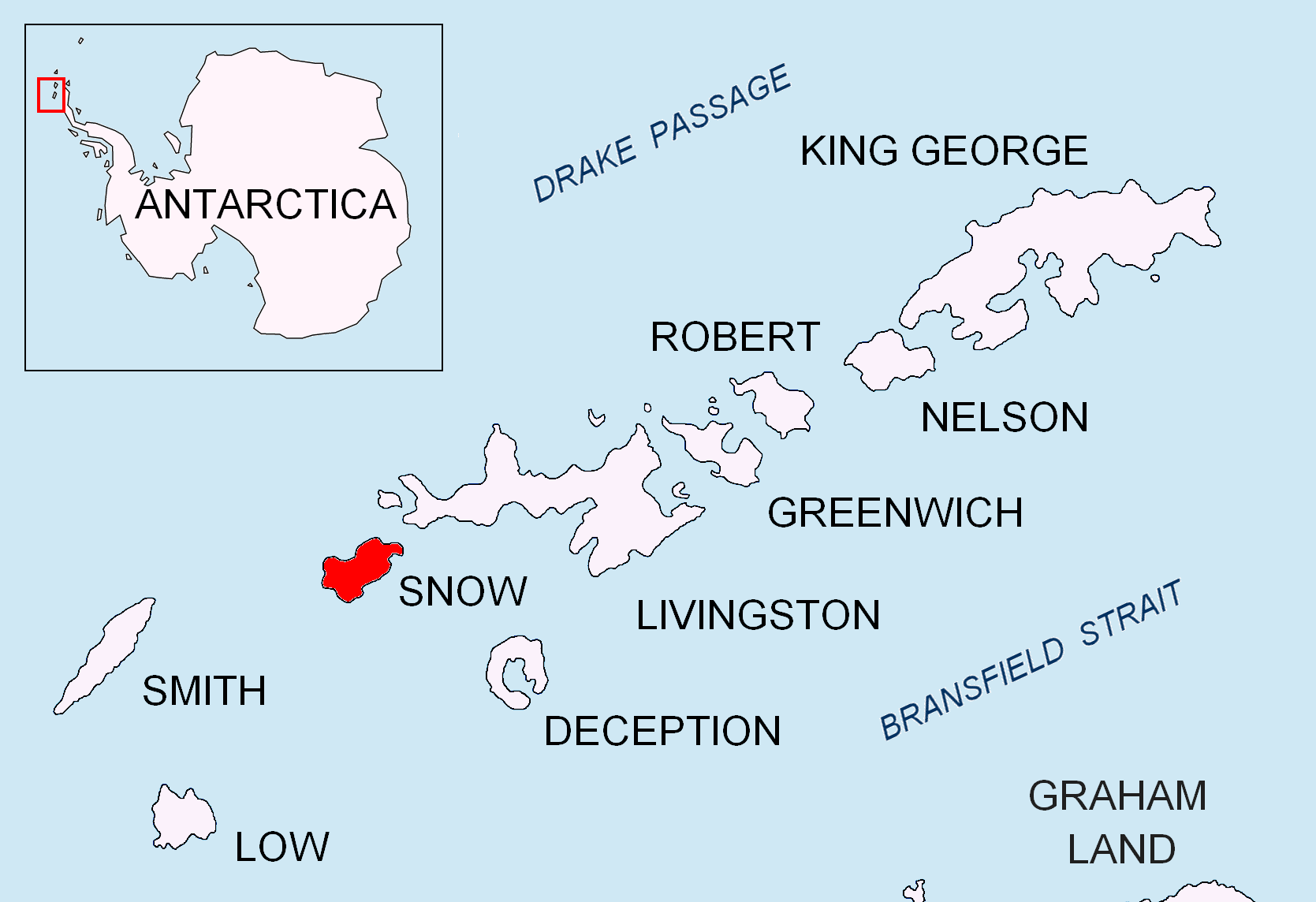

戈斯通角（Gostun Point），是南極洲的海岬，位於南設得蘭群島的雪島北岸，處於卡爾波什角西北面2.4公里和廷布倫角東南面2.45公里，現時由南極條約體系管理。
62°42′49″S 61°17′22″W / 62.71361°S 61.28944°W